# Olympic Football Club de Niamey
O Olympic Football Club de Niamey é um clube de futebol com sede em Niamey, Níger. A equipe compete no Campeonato Nigerino de Futebol.

## História
O clube foi fundado em 1974. sucedendo o antigo clube do Secteur 6. Os jogadores com a camisa vermelha e branca são apelidados de Os Leões de Lakouroussou, em homenagem a um distrito de Niamey.
O clube ganhou o campeonato do Níger doze vezes e a Copa do Níger cinco vezes.

O clube rival da cidade é o Sahel Sporting Club de Niamey; Os dois clubes jogam no mesmo estádio da cidade.